# 克莱奇卡屠杀
克莱奇卡屠杀是1998年7月科索沃战争期间科索沃解放军成员在数天内对包括儿童在内的22名科索沃塞尔维亚族平民的大规模屠杀。在屠杀之后，据称科索沃解放军成员企图将屠杀受害者的遗体在石灰窑中焚烧，以处置他们。南斯拉夫外交部谴责这次屠杀是“纳粹式的罪行”。
克莱奇卡是一个位于普里什蒂纳西南约40公里的村庄，在1998年夏天是科索沃解放军重要的后勤和训练基地。1998年8月27日，经过激烈的战斗，塞尔维亚警方从科索沃解放军手中夺取克莱奇卡。随后，他们迅速允许电视台工作人员和外国记者采访，声称上个月有22名塞族平民在该村被杀。他们声称，在屠杀发生后，科索沃解放军成员企图将屠杀受害者的尸体焚烧在石灰窑中。

南斯拉夫外交部指责国际社会对科索沃发生的冲突采取双重标准，并在克莱奇卡谴责这起杀戮是“纳粹式的罪行”。科索沃解放军的一名代表否认该组织与杀戮事件有任何关系，称“科索沃解放军没有杀害过一名塞尔维亚平民。”

## 审判
卢安和贝金·马兹雷库是科索沃的阿尔巴尼亚族人，他们在1998-99年科索沃战争中加入了科索沃解放军，据称对塞尔维亚少数民族犯下了暴行。
两人参与了克莱奇卡大屠杀。科索沃解放军在对奥拉霍瓦茨的袭击中绑架了塞尔维亚平民，其中43人从奥拉霍瓦茨被绑架，还有100人从其他地方被绑架，他们分别被绑架到马利舍沃和克莱奇卡。被绑架的人中有一些塞尔维亚警察。平民遭受酷刑，然后被处决，他们的尸体在石灰窑中焚烧，以销毁证据。
卢安·马兹雷库作证说，一名科索沃解放军指挥官和他本人以及其他士兵当着一名10-11岁女孩的父母的面强奸了小女孩。士兵们强奸了8岁以上的妇女和女孩。他指认简尼·克拉斯尼奇把一些人拉到一边，连续强奸她们。克拉斯尼奇被下令屠杀，把一名妇女和一名8岁的男孩带到了一边。马兹雷库切掉了他的耳朵，克拉斯尼奇挖掉了她的眼睛，切掉了她的手和耳朵。其余被绑架的人被士兵同时射杀，直到弹药耗尽。这对堂兄弟作证说，十名平民被行刑队处决，三名妇女被强奸。
他们在普里什蒂纳地区法院被起诉。他们于2000年9月在贝尔格莱德接受审判。贝金·马兹雷库声称是法特米尔·利马吉下令进行屠杀，而利马吉和其他士兵强奸了三名女孩。2001年4月18日，这对表兄弟被判恐怖主义罪，并被判处20年监禁。人道主义法律中心称这是一个有偏见的法庭，通过强制提取证词，并声称没有证据表明这对堂兄弟犯下了罪行。2012年，普里什蒂纳地区法院驳回了针对法特米尔·利马吉的审判证据。普里什蒂纳地区法院由两名欧洲联盟科索沃法治特派团法官和一名地方法官组成的委员会组成。